# Calamopteryx robinsorum
Calamopteryx robinsorum är en fiskart som beskrevs av Cohen, 1973. Calamopteryx robinsorum ingår i släktet Calamopteryx och familjen Bythitidae. Inga underarter finns listade.